# Javier Bueno
Javier Bueno   (Madrid, 3 de juliol de 1891 - Madrid, 26 de setembre de 1939) va ser un periodista i actiu militant socialista espanyol, que va desenvolupar bona part de la seva labor entre Astúries i Madrid. Entre 1931 i 1937 va ser director del diari socialista asturià Avance que va jugar un important paper en el procés que va conduir a la Revolució d'Astúries. Va lluitar al costat del bàndol republicà en la Guerra Civil Espanyola i el 1939 va ser detingut, condemnat a mort per un tribunal militar i executat.

## Biografia
Fill de l'actriu Soledad Bueno i el periodista José Nakens, Bé era home de formació autodidacta que es guanyava la vida com a venedor de periòdics i, ocasionalment, escrivia en alguns diaris i setmanaris. Va arribar a ser cap de redacció dels periòdics editats a Madrid La Voz, Crisol i Luz. El 1931 va publicar a Madrid un fullet titulat El Estado socialista. Nueva interpretación del comunismo (Madrid: Ediciones Morata, 205 páginas) en el qual va afirmar que l'arribada del socialisme revolucionari era imminent si s'aconseguia la unitat de la classe obrera "per sobre de líders i exègetes". Rafael Salazar Alonso, ministre de la Governació al govern del Partit Republicà Radical presidi per Ricardo Samper, va dir d'ell:
| « | Era un home d'extraordinària simpatia, bondadós i bon company; encara que d'idees avançades mai vaig poder apreciar en ell extremisme | » |

Establert a Astúries, va ingressar en la UGT, encara que va manifestar sempre un cert esperit llibertari dins de la línia marxista, molt antiestalinista i antiburocràtic. L'1 de juliol de 1933 va assumir la direcció del periòdic Avance a Gijón, i li va donar un espectacular gir, fins a convertir-lo en el periòdic de més tirada de la regió i en el de referència de la classe obrera asturiana. Va obrir les seves pàgines als treballadors que acudien a la redacció a explicar els seus problemes i va muntar una xarxa informativa a tota Astúries, amb corresponsals i col·laboradors espontanis. El seu impuls va ser fonamental per a l'espectacular creixement del periòdic, sumant més i més lectors. Va contribuir a la seva expansió el model de diari que va desenvolupar: recollint el sentir i les històries de molts asturians de diferents punts de la llavors província, va aconseguir captar l'atenció i interès d'un gran nombre de lectors que se sentien reconeguts en aquells sofriments, lluites, experiències i anhels. A més, es va convertir en el mitjà fonamental perquè en les localitats aïllades es tingués notícies de la resta d'Astúries. Segons l'historiador David Ruiz:
| « | La presència de Bueno va significar una racionalització tècnica que va dotar al diari de major cobertura informativa, coherència sostinguda en la línia editorial i, sobretot, progressiva identificació entre els obrers i el periòdic, aconseguida no només per l'elevació de la quantitat i la qualitat de la informació, sinó també pel zel professional i la militància personal del seu director | » |

El tiratge de Avance rondava els 23.500 exemplars diaris, una xifra inusitada per a un diari obrerista d'àmbit regional. Les seves virulentes crítiques a l'acció governamental li van implicar no pocs problemes legals: només en el primer semestre de 1934 va sofrir 32 segrests de l'edició i dues considerables multes. Els tallers van ser presos per la Guàrdia d'Assalt i registrats per la Guàrdia Civil, Javier Bueno va ser empresonat en tres ocasions, els venedors de carrer del periòdic van ser perseguits i multats... Arran d'aquests fets, es van organitzar diverses campanyes de solidaritat, entre les quals cal destacar una llista d'adhesió, amb l'objecte de fer front a les multes, que va arribar a recaptar la considerable xifra de 6.050 pessetes. La multa més quantiosa (15.000 pessetes) li va ser imposada al nombre del 26 de juny de 1934 en titular la informació sobre la sentència del Tribunal de Garanties Constitucionals contra la Llei de Contractes de Conreu aprovada pel parlament català: "Si Catalunya s'aixeca, no s'aixecarà sola". A més la circulació del periòdic va ser prohibida a les casernes, la qual cosa va ser contestada per un article publicat en el diari, que va portar amb si, de nou, l'empresonament del seu director, condemnat a dos mesos i mig de presó. El cas va tenir repercussió a nivell nacional. El líder socialista Indalecio Prieto li va escriure en una carta: "S'atreu vostè els raigs pirotècnics dels nostres enemics".
Els seus articles, i ocasionalment els seus discursos en mítings polítics socialistes, van impulsar decisivament a la Aliança Obrera i van contribuir a crear el clima que va propiciar la Revolució d'Astúries d'octubre de 1934.

## Revolució de 1934
Poc abans de la revolució de 1934, Avance s'havia convertit en el periòdic de major tiratge a Astúries i va ser clau en la mateixa. Bueno va ser detingut en dues ocasions després dels successos de 1934 per ser el director del diari. Va ser processat, acusat d'inducció i "excitació" a la rebel·lió, condemnat a reclusió perpètua i multat amb 70 milions de pessetes de l'època, la mateixa quantitat que Alfons XIII va treure del país en autoexiliar-se el 1931. En sentir la sentència del tribunal militar, va preguntar càustic: "Al comptat o a terminis?". Es van desoir les acusacions de diverses tortures que va patir en els tribunals militars, a conseqüència de les quals va quedar coix. El govern de la CEDA i els periòdics proclius a aquesta van publicar un fullet amb una fotografia de Bueno detingut (reproduït en els diaris), on es podia llegir:
| « | Javier Bueno, director d'Avance. A la foto es veuen clarament les nafres furunculosas que pateix i que s'han volgut fer passar, torpemente, per petjades de supòsits dolents martiris. ... [qualsevol pot veure que es tracta de] furunculosis vulgar, molt fort per la naturalesa possiblement diabètica del malalt, i de la qual s'està tractant convenientment al senyor Bo pels metges del Cos de Presons. | » |

Més tard i encara a la presó escriurà la seva versió:
| « | En la matinada del 6 [d'octubre] sóc detingut i el 8 a la tarda portat des de la comissaria a la caserna de Guàrdies d'Assalt. Allí segueixo en cos de camisa, i així mateix haig d'arremangar-me per fregar els excusats del local, missió que se m'assenyala. Estic sa. Algun guàrdia diu mirant l'ànim amb què treballo i els meus braços nus: "Ets un fort eh?", "Com Hèrcules", contesto jo. El dia 14 encara aconsegueixo distingir-me com cavador. El dia 16 em crida a declarar en el procés contra Teodomiro Menéndez el jutge capità senyor Janáriz (o comandant, no estic segur) que actua en la caserna. Una vegada que he declarat li expresso la meva voluntat de presentar-li una denúncia per maltractaments. Em diu que tornarà a cridar-me a la tarda, ja per deposar respecte de la meva pròpia detenció i si li presento la denúncia me l'admetrà. Però el mateix dia 16 a la tarda, abans que el capità senyor Janáriz dugui a terme la seva intenció de cridar-me a declarar, sóc traslladat a la presó d'Oviedo. Dos o tres dies després demano assistència per a una nafra que tinc oberta en el braç dret i altres dos flegmons a punt d'obrir-se. M'és tan molest moure'm, que els companys que em serveixen el ranxo fan el possible per ajudar-me en el senzill menester de rebre-ho. ... El doctor Combarros, metge militar, que va ser qui diàriament em va guarir a Oviedo amb cura i cordialitat que tinc molt presents, fins que em van portar a Madrid, davant la inquietud meva perquè trigaven a cicatritzar les nafres en què "el més llec en qüestions mèdiques veu una furunculosis vulgar", em diu textualment: "No es preocupi; aquesta classe de lesions no tanquen fins que s'elimina tot el teixit magolat". Sé que és home molt total, incapaç del còmode expedient d'oblidar el que es diu. S'acorda. Se'm trasllada a Madrid i el metge d'aquella presó diagnostica en la meva presència, dictant al practicant de cognom Mozos, qui ho assenta en llibre registre que sens dubte subsisteix, "ferides de tants centímetres, amb pèrdua de substància i en període de cicatrització". Gens de nafres furunculoses. | » |

El relat continua, declarant que ja no el veurà el metge de la presó, sinó un altre pres, el doctor Robles Soldevilla, el guareix diàriament. El 20 de desembre, després de més de tres mesos, se li dona l'alta. Les preocupacions sobre la seva sort de l'Associació de la Premsa de Madrid, van provocar nous maltractaments en el que Bueno anomena, "nafres oportunament aparegudes", i que es van guarir després d'altres dos mesos. En la primera ocasió que té de presentar denúncia, ho fa davant el Jutjat Militar número 1 de Madrid. Va romandre a la presó fins a 1936, quan amb la victòria del Front Popular a les eleccions d'aquell any es va dictar una amnistia.

## Guerra Civil i mort
Va tornar a dirigir Avance, però amb el cop d'estat del 18 de juliol que va conduir a la Guerra Civil i que a Oviedo es va manifestar amb la revolta del general Aranda, Bueno es va unir a les milícies per defensar a la República enfront dels revoltats. Va combatre diversos mesos a Astúries fins que va ser ferit. El 1937, ja recuperat, va reprendre la seva labor com a director d' Avance. Amb la caiguda d'Astúries en mans dels exèrcits revoltats, va fugir a França per tornar a Madrid, on va dirigir el setmanari socialista d'orientació largocaballerista Claridad. Al març de 1939, amb la caiguda de Madrid al final de la guerra, va ser detingut i tancat a la presó de Porlier, on també es trobava el seu amic i periodista asturià, Juan Antonio Cabezas Canteli. Va ser condemnat a mort en judici sumaríssim (va tenir deu minuts per defensar-se després de renunciar el seu advocat). Mentre esperava l'execució de la sentència, va fer classe de Gramàtica als reclusos. Va ser executat amb garrot vil a la fi de setembre de 1939. En el seu últim dia, segons compte Cabezas, va passar el dia parlant i discutint en llatí amb el capellà de la presó, meravellat del seu estoïcisme i cultura, així com del seu gran respecte cap a les creences que no compartia. Casat dos cops, després de la seva mort la seva primera esposa (Concepción Ramírez de Verger, amb la qual no estava legalment casat) i els seus vuit fills van ser expulsats de la seva casa com a represàlia; el mateix va ocórrer amb la seva segona esposa, Mariana Brasero Potenciano i el fill que tenien en comú, Germán Luis Bueno Brasero, que després d'haver estat en diversos camps de concentració a França, torna a Espanya.